# Double-stack
 (juillet 2025).
Si vous disposez d'ouvrages ou d'articles de référence ou si vous connaissez des sites web de qualité traitant du thème abordé ici, merci de compléter l'article en donnant les références utiles à sa vérifiabilité et en les liant à la section « Notes et références ».

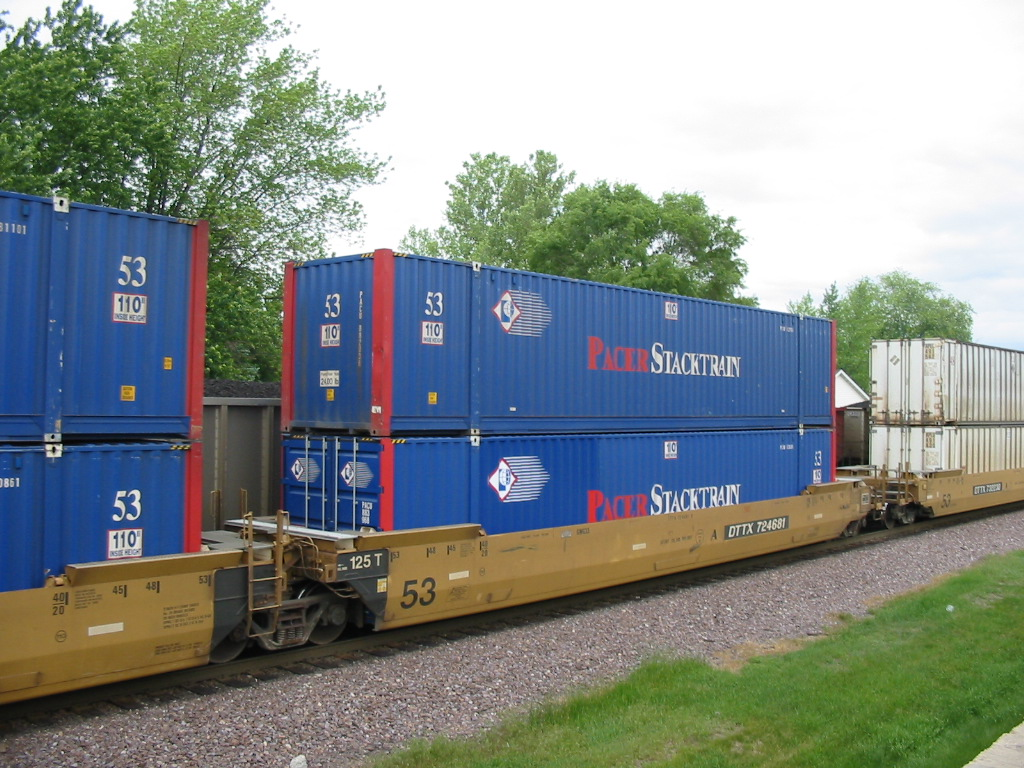
Un wagon double-stack d'une compagnie de fret nord-américaine

Le terme double-stack est un terme ferroviaire d'origine nord-américaine et désigne le mode de chargement consistant à placer sur un wagon plat deux étages de conteneurs,.

## Caractéristiques
Les wagons utilisés peuvent être, selon le gabarit disponible, des wagons plats classiques ou des wagons à châssis surbaissés, ces derniers présentant en outre l'avantage d'abaisser le centre de gravité de l'ensemble et donc d'assurer une meilleure stabilité.
Ce mode de chargement permet de transporter deux fois plus de marchandises sur un même train (lorsque le volume, plutôt que le poids, est le facteur limitant), mais il nécessite une infrastructure adaptée, surtout au niveau du gabarit des obstacles hauts. Certains ouvrages d'art, ponts supérieurs ou tunnels peuvent, en effet, limiter le débouché de toute une ligne.

## Utilisation
Ce mode de chargement est très répandu sur les compagnies de fret nord-américaines à cause du gabarit généreux de leur installation et l'absence de lignes aériennes de traction électrique, mais est également utilisé dans d'autres parties du monde.

Conteneurs sur wagon double-stack
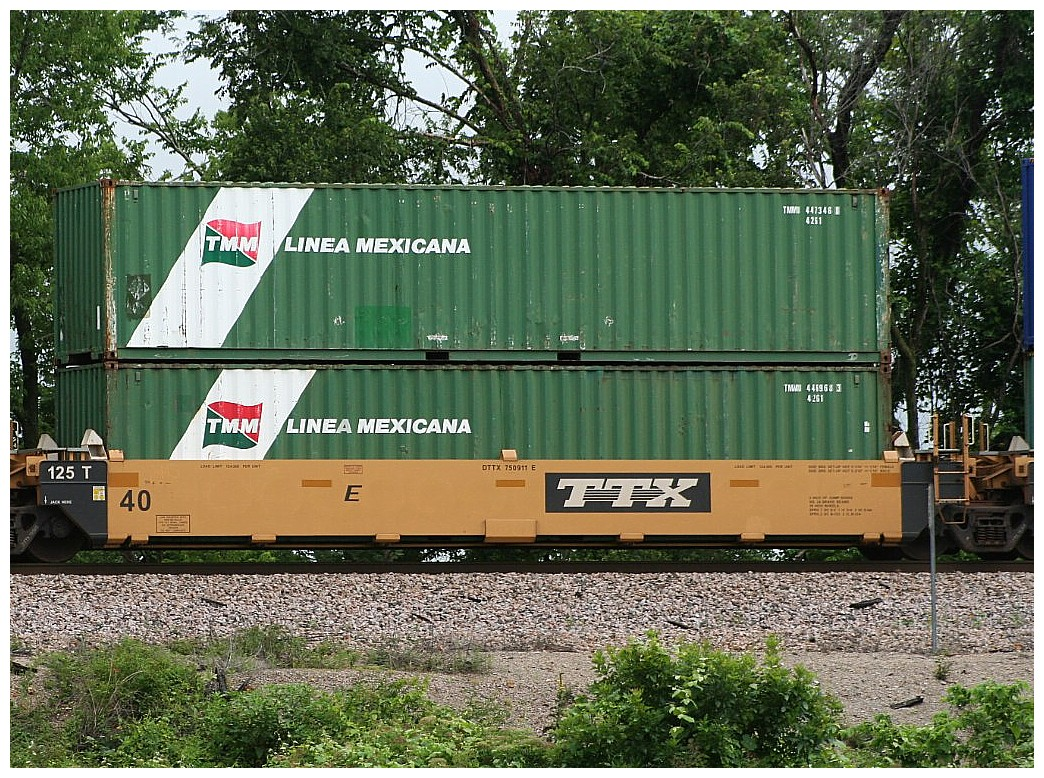
Un wagon chargé de double-stack.
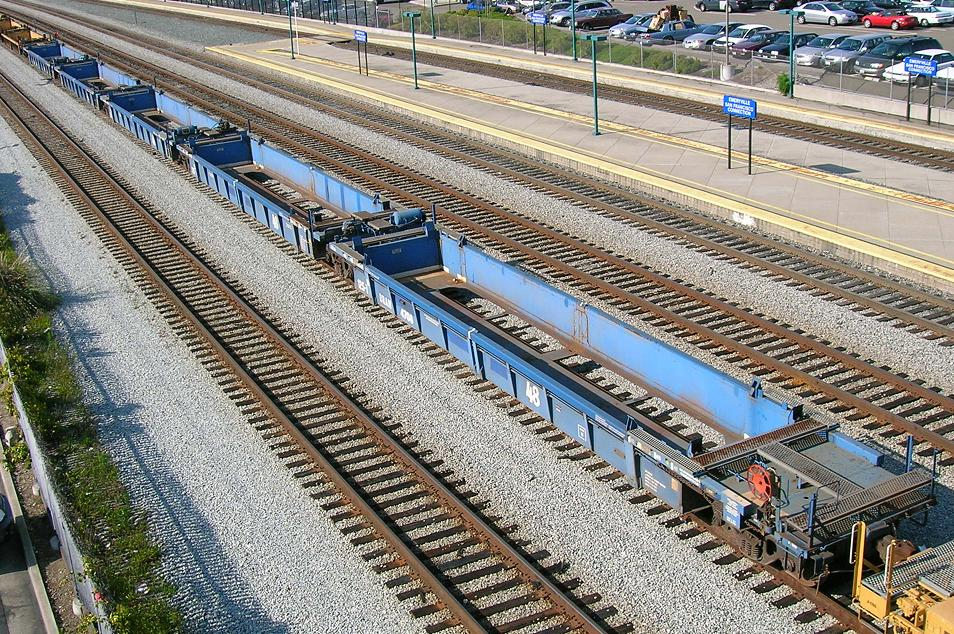
Train de wagons double-stack vides.
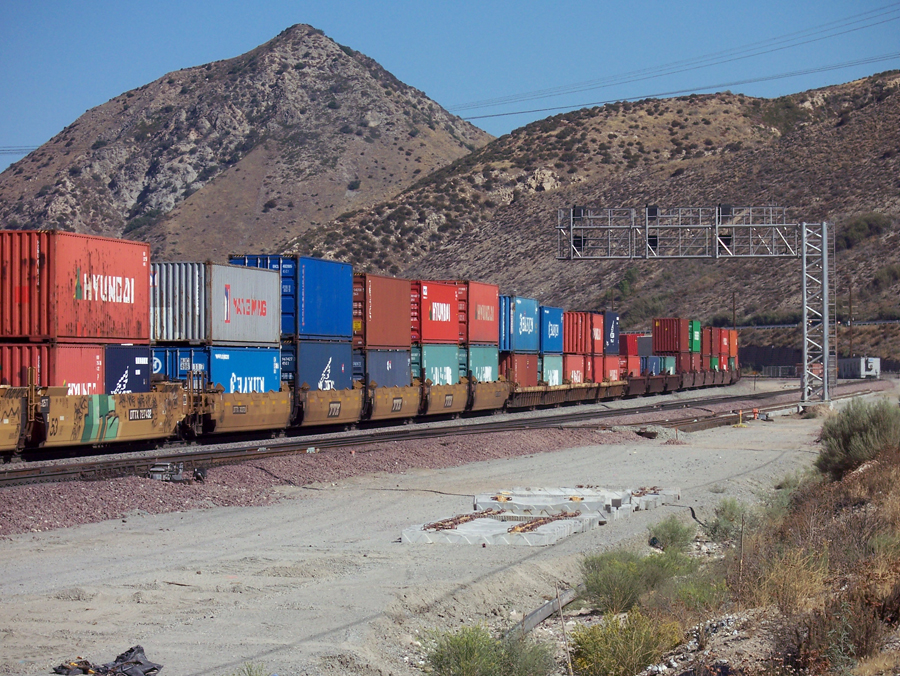
Train de porte conteneurs double-stack.

## Source

### Traduction
- (en) Cet article est partiellement ou en totalité issu de l’article de Wikipédia en anglais intitulé « Well car » (voir la liste des auteurs).